# Pseudohalogeen
Pseudohalogenen vormen een stofklasse van anorganische verbindingen die in chemisch opzicht lijken op binaire halogenen. Ze vormen een speciaal geval van pseudo-elementen. Voorbeelden van pseudohalogenen zijn cyanogeenbromide, oxalonitril en joodazide.

## Structuur en eigenschappen
Pseudohalogenen bestaan uit twee delen en zijn in zekere zin dus binaire verbindingen. Bij een eerste groep pseudohalogenen is een halogeen gekoppeld aan een specifieke groep:
- Cyanide
- Azide
- Cyanaat
- Isocyanaat
- Fulminaat
- Thiocyanaat
- Isothiocyanaat

Deze groepen gedragen zich als een halogeen (en worden daarom pseudohalogeengroepen genoemd), omdat de eigenschappen ervan meestal die van de overeenkomstige binaire halogeenverbindingen goed benaderen. Echter, niet alle combinaties zijn mogelijk, omdat bepaalde verbindingen zeer onstabiel zijn.
Bij de tweede groep pseudohalogenen, analoog aan de binaire halogenen, zijn twee pseudohalogeengroepen aan elkaar gekoppeld. Een klassiek voorbeeld is oxalonitril, waarbij twee cyanidegroepen met elkaar zijn verbonden. Formeel kunnen ze als dimeren beschouwd worden.
In basische oplossingen treedt ook bij de pseudohalogenen disproportionering op.

## Pseudohalogeenwaterstofzuren
De pseudohalogenwaterstofzuren zijn verbindingen waarbij een pseudohalogeengroep is gekoppeld aan een waterstofatoom: 
- Waterstofcyanide
- Isocyaanzuur
- Waterstoffulminaat
- Isothiocyaanzuur
- Waterstofazide

Deze zuren vormen gemakkelijk zouten, omdat de resterende anionen (zoals het cyanide-anion) meestal zeer stabiel zijn. Net als voor de echte halogeniden geldt dat zouten met zilver, kwik en lood slecht of matig oplosbaar zijn in water. Van veel metalen zijn naast de pseudohalogeniden ook complexen bekend. Met niet-metalen worden covalente bindingen aangegaan.